# Étienne-Hippolyte Godde
Étienne-Hippolyte Godde, född 26 december 1781 i Breteuil-sur-Noye, död 7 december 1869 i Paris, var en fransk arkitekt under nyklassicismens epok. Han var elev till arkitekten Claude-Mathieu Delagardette (1762–1805). I sin sakrala arkitektur fann Godde inspiration i kyrkan Saint-Philippe-du-Roule av Chalgrin.

## Verk urval
Paris
- Ancien séminaire Saint-Sulpice
- Abbaye de Saint-Germain-des-Prés (ombyggnad)
- Notre-Dame-de-Bonne-Nouvelle
- Saint-Denys-du-Saint-Sacrement
- Saint-Pierre-du-Gros-Caillou
- Notre-Dame-des-Blancs-Manteaux (restaurering)
- Saint-Eustache (restaurering)
- Saint-Merri (restaurering)
- Sainte-Élisabeth-de-Hongrie (restaurering)
- Saint-Philippe-du-Roule (restaurering)
- Saint-Laurent (restaurering)
- Chapelle du Père-Lachaise
- Monument aux victimes de juin på Père-Lachaise
- Högaltaret i Saint-Sulpice

Departementet Somme
- Notre-Dame de la Nativité de Boves
- Notre-Dame d'Amiens (restaurering)
- Abbatiale Saint-Pierre de Corbie (restaurering)